# Воробйова Ірина Миколаївна
Іри́на Микола́ївна Воробйо́ва (30 червня 1958, Ленінград — 12 квітня 2022, Колорадо-Спрінгс) — радянська фігуристка, яка виступала в парному катанні. У парі з Олександром Власовим — призер чемпіонатів Європи та світу, чемпіонка СРСР 1976 року; у парі з Ігорем Лісовським — чемпіонка світу 1981 року та чемпіонка Європи 1981 року. Майстер спорту СРСР міжнародного класу.
У 1972 році 13-річна Ірина Воробйова в парі з Олександром Власовим несподівано посіла 2-е місце на чемпіонаті СРСР, виступаючи за ДЗГ «Праця» (Ленінград). Уже в перші роки Т. М. Москвина поставила складні цікаві елементи, зокрема підтримку однією рукою зі спуском на одній руці.
Після чемпіонату світу 1977 року Олександр Власов завершив виступи, Ірина пізніше стала в пару з Ігорем Лісовським, освоївши складні викиди потрійний сальхов та аксель у два з половиною обороти, а також виконувала спуск переворотом на виході з підтримки.
На початку 1990-х років поїхала до США, де працювала тренером в олімпійському центрі у Колорадо-Спрінгс.
Померла 12 квітня 2022 року в Колорадо-Спрінгс.